# Quanto Dura o Amor?
Quanto Dura o Amor? é um filme brasileiro que estreou no dia 2 de Outubro de 2009, estrelado por Sílvia Lourenço, Danni Carlos, Maria Clara Spinelli e Gustavo Machado, sendo dirigido por Roberto Moreira, com o roteiro original de Anna Muylaert.
O filme foi o primeiro longa-metragem brasileiro a utilizar a câmera RED ONE, em formato digital com resolução 4K. Quanto Dura o Amor? é considerado um filme de baixo orçamento, por não ultrapassar os custos de 2 milhões de reais em sua produção. O filme foi rodado nos arredores da Avenida Paulista e na cidade de Paulínia.

## Sinopse
Três histórias se desenrolam no congestionado coração da cidade de São Paulo. Marina (Sílvia Lourenço), chega a São Paulo com o sonho de ser atriz e divide apartamento com a solitária advogada Suzana (Maria Clara Spinelli). Não tarda para que as tentações da noite paulistana atraiam a moça - e ela, deslumbrada, conhece em uma casa noturna a desapegada cantora Justine (Danni Carlos) e seu namorado Nuno (Paulo Vilhena), iniciando um triângulo amoroso. Enquanto isso, Suzana inicia um relacionamento com um colega de trabalho, Gil (Gustavo Machado), mas segredos do passado prejudicarão o desenrolar dessa nova história. Há ainda uma terceira história, a do escritor fracassado Jay (Fábio Herford), que vive uma paixão não correspondida com a prostituta Michelle (Leilah Moreno). Todos vivem no mesmo edifício, na esquina da Avenida Paulista e da Avenida Angélica, enfrentando o ritmo impiedoso da noite paulistana.

## Elenco
- Sílvia Lourenço como Marina
- Danni Carlos como Justine
- Maria Clara Spinelli como Suzana
- Gustavo Machado como Gil
- Paulo Vilhena como Nuno
- Leilah Moreno como Michelle
- Fábio Herford como Jay
- Paula Pretta como Wladia
- Sergio Guizé como Caio
- Ailton Graça como Zelador
- Maria Alice Vergueiro como Síndica

## Crítica
| Críticas profissionais | Críticas profissionais |
| Avaliações da crítica  | Avaliações da crítica  |
| Fonte                  | Avaliação              |
| ---------------------- | ---------------------- |
| UOL Cinema             | [ 2 ]                  |
| Estadão                | [ 3 ]                  |
| CinePop                | [ 4 ]                  |
| Meu Cinema Brasileiro  | [ 5 ]                  |
| Cine Players           | [ 6 ]                  |
| Omelete                | [ 7 ]                  |
| Cinema em Cena         | [ 8 ]                  |
| Cinema com Rapadura    | [ 9 ]                  |

O filme recebeu críticas positivas, tanto de críticos quando do público. O crítico Edu Fernandes, do site Cine Pop, publicou que pode-se elogiar o filme já pelo cartaz. Acrescentou dizendo que é "uma história muito sincera e contemporânea" em que as questões debatidas são "altamente atuais" e que "O roteiro é bem amarrado" . Segundo o crítico a única falha do filme é que "Marina conhece Jay e no mesmo dia eles já saem juntos para uma discoteca. Quem conhece um pouco o jeito paulistano de ser, sabe que essa situação é extremamente forçada, especialmente em um filme em que a distância entre os seres humanos é um dos temas". Quanto à trilha sonora do filme, Edu Fernandez elogia a regravação de High and Dry, por Danni Carlos.
O jornalista Roberto Cunha, do site Adoro Cinema, não economizou críticas negativas quanto ao filme. Segundo o crítico, Quanto Dura o Amor? "parece ter errado no título ao inserir um ponto de interrogação porque o filme não fala propriamente do amor e sim de relacionamentos frágeis, mal construídos e da busca pela felicidade". Acrescentou dizendo que "Sob o pretexto de explorar temas polêmicos como o lesbianismo (sic), transexualismo (sic) e prostituição, o roteiro não se aprofunda em nada e se afoga no raso das interpretações", elaborando que o filme é rápido demais e que "Apaixona-se num olhar, beija-se no outro e a transa é num piscar de olhos". O crítico, porém, elogiou parcialmente o filme, destacando os cenários, a fotografia e a trilha sonora.
| “ | As cenas sensuais são bem produzidas, a fotografia é legal e a abertura é de bom gosto. Quanto Dura o Amor? está longe de ser um filme mal feito. Dura pouco mais de uma hora e quanto ao amor, bem, este pode ser para sempre ou parafraseando o poetinha, que seja eterno (infinito) enquanto dure.. | ” |

## Trilha Sonora
- "High and Dry" — Danni Carlos
- "Without You" — Danni Carlos
- "Nature Boy" — Danni Carlos

## Prêmios e indicações
| Ano  | Prêmio                            | Categoria                | Indicado(s)          | Resultado |
| ---- | --------------------------------- | ------------------------ | -------------------- | --------- |
| 2009 | Festival Paulínia de Cinema       | Melhor atriz             | Sílvia Lourenço      | Vencedor  |
| 2009 | Festival Paulínia de Cinema       | Melhor Atriz             | Maria Clara Spinelli | Vencedor  |
| 2010 | Hollywood Brazilian Film Festival | Melhor Atriz             | Maria Clara Spinelli | Vencedor  |
| 2010 | Hollywood Brazilian Film Festival | Melhor Filme             | Quanto Dura o Amor?  | Nomeado   |
| 2010 | Hollywood Brazilian Film Festival | Melhor Fotografia        | Marcelo Trotta       | Vencedor  |
| 2010 | Monaco Charity Film Festival      | Melhor Filme Estrangeiro | Quanto Dura o Amor?  | Nomeado   |
| 2010 | Monaco Charity Film Festival      | Melhor Atriz             | Maria Clara Spinelli | Vencedor  |
| 2010 | Mostra de Cinema Paulista         | Melhor Filme             | Quanto Dura o Amor?  | Nomeado   |
| 2010 | Mostra de Cinema Paulista         | Melhor Atriz             | Maria Clara Spinelli | Nomeado   |